# KEN (DA PUMP)
KEN（ケン、1979年12月17日 - ） は、男性ダンス&ボーカルグループDA PUMPの元メンバーである。
本名、奥本 健（おくもと けん)。沖縄県浦添市出身。血液型はO型。ラップ（メイン）、ダンス、コーラス担当。活動当時の所属事務所はライジングプロダクション。DA PUMP以外のアーティストへの振り付けも手掛ける。

## 人物
- 中学2年生の頃に友人と一緒に沖縄アクターズスクールのレッスン風景を見に行ったところ、友人が養成所に通う事になり、自分も「好きなものを見つけるきっかけ」だと思って入学した。
- 高校は沖縄県立那覇工業高等学校服飾デザイン科に通学。倍率も高く、受験するのはほとんどが女子生徒でファッションデザイナーやアパレル関係を目指す人が多く男子生徒の割合が非常に少ない学校であったが、舞台でダンスを見せる事や将来みんなでステージを作ったとき、衣装のデザインにも参加できるかと思い進学したという。
- 得意なダンスはブレイクダンス、趣味は料理。

## 略歴
- 1992年、13歳で沖縄アクターズスクールに入学する。
- 1996年、玉城幸也と「KEN＆YUKINARI」を結成。
- 1997年、DA PUMPのメンバーとしてデビュー。
- 2003年、DA PUMPとしてセルフプロデュースに挑戦。ほとんどの楽曲の作詞・作曲を手掛けた。
- 2004年6月、初のソロアルバムを発売する予定であったが、諸事情により発売中止となった。
- 2006年7月、約9年間の交際を続けていた女性と結婚し、2007年2月には第一子誕生を発表した[1]。
- 2009年12月5日付でDA PUMP脱退を発表[2]。
- 2009年12月25日から公式ブログ「KEN–BLOG–NJS PRO」を開設。
- 2010年、同じDA PUMPのメンバーであったYUKINARI、沖縄アクターズスクール出身のAIとともにヒップホップパフォーマンスユニット「琉-UNIT」を結成。
- 2016年、ビーイング傘下のGIZA studioから発売された『d-project with ZARD』の収録曲「愛は暗闇の中で」にて新たにラップ詞を書きおろしラップのボーカル参加をしている[3]。

## 振付

### アーティスト
安室奈美恵
- 「WoWa」2005年

DA PUMP
- 全シングル曲（1997年～2006年）

W-inds.
- 「Forever Memories」2001年

ババロア@
- 「たまたまねぎねぎ～たまねぎが教えてくれたこと～」2003年

MELLOW MELLOW
- 「君にタップ」2018年

### 映画
- バックダンサーズ!（特別参加）

## 楽曲提供
- AAA -「Welcome to This World」※SOTARO@ZZとの共作。

## 出演

### テレビ
- ミュージックA (NHK BS2)
- ちゅらさん2（2003年、NHK）- 玉城
- 水曜日のダウンタウン(2023年12月)

### 映画
- アンドロメディア（1998年、松竹）- 大木
- ドリームメーカー（1999年、東映）- 石井

### PV
- HAGANE - 天下五剣 (Official Music Video)[4] [5]- 鬼役

### 写真集
- KEN BOOK（2003年7月18日）- KEN写真集 ISBN 4-391-12830-6

## ディスコグラフィ

### アルバム
- 「タイトル未定」(2004年6月3日) CCCD ※AVCT-10124

Jヒップホップスタイル、他のアーティストとのコラボレーションによるソロアルバム。
品番も存在し、発売予定だったが中止となった。